# 尾小屋鉱山
尾小屋鉱山（おごやこうざん）とは、かつて石川県小松市尾小屋町に存在していた銅山である。

## 操業史

### 江戸時代
試験的に金の採掘がなされてきたが、1682年（天和2年）頃に金山として金が採掘されたことが文献に残っている。その後閉山となる。1704年-1710年（宝永年間）に再び金の採掘が行われたものの、金山としては品位が低く、盛業にはいたらなかった。この頃から地元の村人が副業として採掘する程度の規模で、徐々に衰退していった。

### 明治時代
金山としては注目されなかったが、明治以降に銅山として脚光を浴びるようになる。1878年（明治11年)、尾小屋の「松ヶ溝」で銅鉱の露頭が偶然発見され、採掘を試みたが芳しい成果は得られなかたった。1880年（明治13年）に元士族が採掘を開始。1881年（明治14年）に加賀藩家老であった横山家の13代横山隆平が鉱業権の一切を買い取り、「隆宝館・尾小屋鉱山」を創業。横山隆平が社主、横山隆興が鉱山長として鉱山の経営にあたった。多額の借金を負いながらも鉱区の拡張を行い、1887年（明治20年）には豊富で良質な鉱脈を発見するに至る。1896年（明治29年）の大洪水により鉱山施設は被害を被るが、坑内の施設を近代的なものに変えながら復旧を果たし、早期に経営を回復した。1903年（明治36年）には銅生産量が1,000tを超えた。1904年（明治37年）には、尾小屋鉱山と岐阜県の平金鉱山とを合併して、合名会社横山鉱業部を創立。事業は順調に発展し、日本有数の銅鉱山となった。

### 大正時代から昭和初期
1919年（大正8年）には鉱山鉄道である尾小屋鉄道が開通し、旅客と貨物輸送が開始される。1920年（大正9年）には鉱山では2度のストライキを経験するなど労働争議が頻発し、1931年（昭和6年）には経営が行き詰まってしまう。。その後、鉱山は1931年（昭和6年）に日本鉱業の手に渡った。戦時中にはたびたび火事や事故が発生し、その都度設備が更新されていった。

### 戦後から高度経済成長期
太平洋戦争末期から終戦時には労働力や物資の欠乏から鉱山の生産量は低迷していったが、戦後は日本の工業化や経済成長による技術革新も相まって、採鉱、選鉱、製錬と日本鉱業の一貫した生産設備による高度な鉱山運営が行われ、1950年頃から1962年にかけては従業員1,000人前後、年間粗銅生産量が2,000t〜3,000tと推移し発展した。しかし、国内鉱山を取り巻く環境変化、特に貿易の自由化によりオーストラリアや南アメリカ諸国の銅や鉄の流通により、尾小屋鉱山でも1962年（昭和37年）には本山が閉山（閉山発表は同年6月1日）。日本鉱業から北陸鉱山（日本鉱業の関連会社）へと経営が移り、1971年（昭和46年）には大谷、金平坑などの鉱山支山も閉山された。

## 繁栄時の鉱山
鉱夫の出身は松任市（現白山市）や辰口町（現能美市）から大聖寺や山中町（いずれも現加賀市）にいたるまで、広範囲にわたった。「当時は尾小屋の街だけが小松の山に明るく輝き、尾小屋の街の姿が辰口からくっきり見えた。」と話す人もいる。
鉱山操業最盛期には、尾小屋を中心に周辺の人口は最大5,000人を数えた時期もあり、銀座と言われた商店街、劇場、映画館、パチンコ屋、鉱山病院などの施設があり、一大鉱山街を形成していた。「嫁にやるなら尾小屋へやらんせ、金が天から地から湧く」と唄われた俗謡がある。

## 現在の鉱山遺構・跡地利用
全長160kmあった坑道の多くは閉山時に埋没処理を施され、製錬所や選鉱場、鉱山住宅などの付帯施設も完全に撤去された。鉱煙被害により、製錬所周辺の山は樹木や草が枯死して岩石が露出した荒涼たる風景が広がっていたが、昭和47年に石川県による緑化事業が開始され、岩を爆破し、その後に土で覆い、植物の種子を散布するなどの作業を進めた結果、現在では樹木が生い茂り、野生動物も多く生息する野山へと生まれ変わった。山域一帯の道は散策道（尾小屋プロムナード）となり、大倉岳への登山コースにもなっている。鉱山施設の多くは消滅したが、現在でも旧坑道を利用した施設や尾小屋町付近一帯が大規模鉱山地帯であった名残を見ることが出来る。
自然科学分野への活用として、「金沢大学環日本海域環境研究センター尾小屋地下実験室」が旧尾小屋鉱山の廃坑道を活用して、世界トップクラスの微弱放射能測定を行っている。坑内岩石中の放射能が比較的に低く、また金沢城解体時に破棄された鉛瓦を遮蔽材として利用することでその効果を高めている。
また、鉱山遺構関連施設のうち、旧鉱山社宅跡に石川県立尾小屋鉱山資料館が設けられており鉱山関連資料が展示されているほか、資料館併設の尾小屋マインロードでは旧坑道約600mを利用して、近世から現代までの採掘の様子などが再現されており、当時の雰囲気を体感できる。併設の小松市立「ポッポ汽車展示館」には鉱山鉄道として敷設された尾小屋鉄道の保存車などが保存・陳列されているほか、トロッコの体験乗車会などが定期的に催されている。
この他に、製錬所操業時に生成されたカラミ（スラグ）で作られたレンガの擁壁、排水溝、蔵や、コンクリートで作られた古い橋などが町の中に残されており、鉱山町独特の景観を醸し出している。近年、ボランティアやNPOによるカラミ煉瓦構造物等、鉱山遺構の整備活動が行われているほか、尾小屋鉱山資料館主催で全国的にも珍しい形をしたカラミ煉瓦（亀甲カラミ）遺構を巡る見学会が催されている。
更に、廃坑道から出る坑廃水を環境基準に適合した水へ浄化して郷谷川へ流す施設として、「赤目坑水処理場」および「倉谷坑水処理場」が設けられ、金属鉱業等鉱害対策特別措置法に基づく指定鉱害防止事業機関が鉱害防止業務を実施している。